# Jan Fatka
Jan Fatka, OCarm. (* 14. května 1955, Prachatice) je český římskokatolický kněz, karmelitán a nemocniční kaplan. Dříve působil také jako generální delegát Českomoravské generální delegatury Řádu karmelitánů a ředitel Karmelitánského nakladatelství.

## Životopis
Jan Fatka se narodil 14. května 1955 v Prachaticích. Na jáhna byl vysvěcen 20. února 1982 v Litoměřicích, na kněze 26. června 1982 v Českých Budějovicích. V letech 1989–1991 působil ve farnosti Záhoří. Roku 1991 založil s Vojtěchem Kodetem Karmelitánské nakladatelství a v letech 1998–2013 byl jeho jednatelem a ředitelem. V letech 1997–2003 zastával pozici generálního delegáta Českomoravské generální delegatury Řádu karmelitánů. V současnosti působí jako farní vikář ve farnosti v Praze-Liboci a jako nemocniční kaplan ve Fakultní nemocnici Královské Vinohrady.